# Andreas Cervin
Andreas Cervin (Okome, 31 de outubro de 1888 — Gotemburgo, 14 de fevereiro de 1972) foi um ginasta sueco que competiu em provas de ginástica artística.
Cervin é o detentor de uma medalha olímpica, conquistada nos Jogos Olímpicos de 1908. Nesta ocasião, competiu como ginasta na prova coletiva. Ao lado de outros 37 companheiros, conquistou a medalha de ouro, após superar as nações da Noruega e da Finlândia.